# Jagdstaffel 49

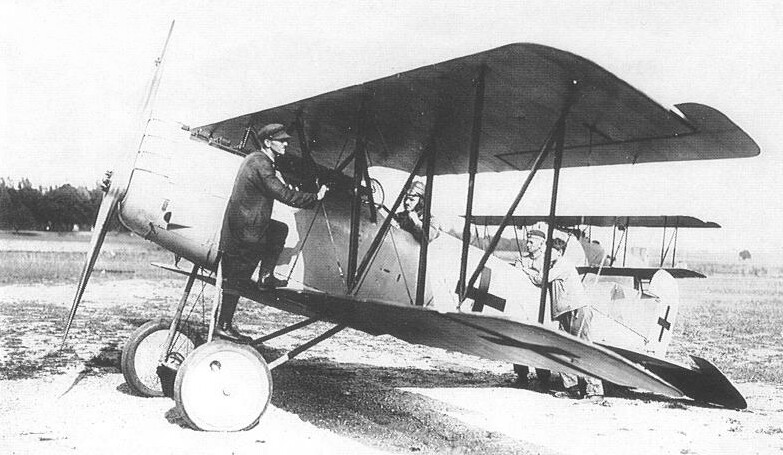
Pfalz D.XII

Jagdstaffel 49 – Königlich Preußische Jagdstaffel Nr. 49 – Jasta 49 jednostka lotnictwa niemieckiego Luftstreitkräfte z okresu I wojny światowej.

## Informacje ogólne
Jednostka została utworzona we Fliegerersatz Abteilung Nr. 12 w Chociebużu w połowie grudnia 1917 roku. Pierwszym dowódcą jednostki był podporucznik Franz Ray z Jagdstaffel 28. Jednostka uzyskała zdolność operacyjną 9 stycznia i została skierowana na front pod dowództwo 17 Armii. Działalność bojową rozpoczęła 13 stycznia. Pierwsze zwycięstwo jednostki odniósł jej dowódca 27 marca. W końcu maja przeniesiona została w obszar działania 6 Armii i stacjonowała w Lommme koło Lille. Po przeniesieniu w czerwcu do Ennemain pod dowództwo 2 Armii została dołączona do Jagdgruppe 9. W jej skład wchodziły wówczas oprócz omawianej jednostki Jagdstaffel 3, Jagdstaffel 47, Jagdstaffel 77.
22 października 1918 roku została przeniesiona na lotnisko w Medard, gdzie pozostała do końca wojny. Operowała ona w większej jednostce taktycznej znanej jako Jagdgruppe A – składającej się wówczas z Jagdstaffel 41, Jagdstaffel 47, Jagdstaffel 50 i Jagdstaffel 60
Jasta 48 w całym okresie wojny odniosła ponad 28 zwycięstw nad samolotami nieprzyjaciela. W okresie od stycznia 1918 do listopada 1918 roku jej straty wynosiły 1 zabity w walce, 3 rannych w wypadkach lotniczych.
Piloci jednostki latali między innymi na samolotach Albatros D.III, Pfalz D.XII i Fokker D.VII.
W Eskadrze służyło 3 asów myśliwskich:
Aloys Freiherr von Brandenstein (8), Franz Ray (8), Hermann Habich (7).

## Dowódcy Eskadry
| Stopień   | Nazwisko  | Okres                   |
| --------- | --------- | ----------------------- |
| Porucznik | Franz Ray | 23.12.1917 – 11.11.1918 |